# Tina Blau

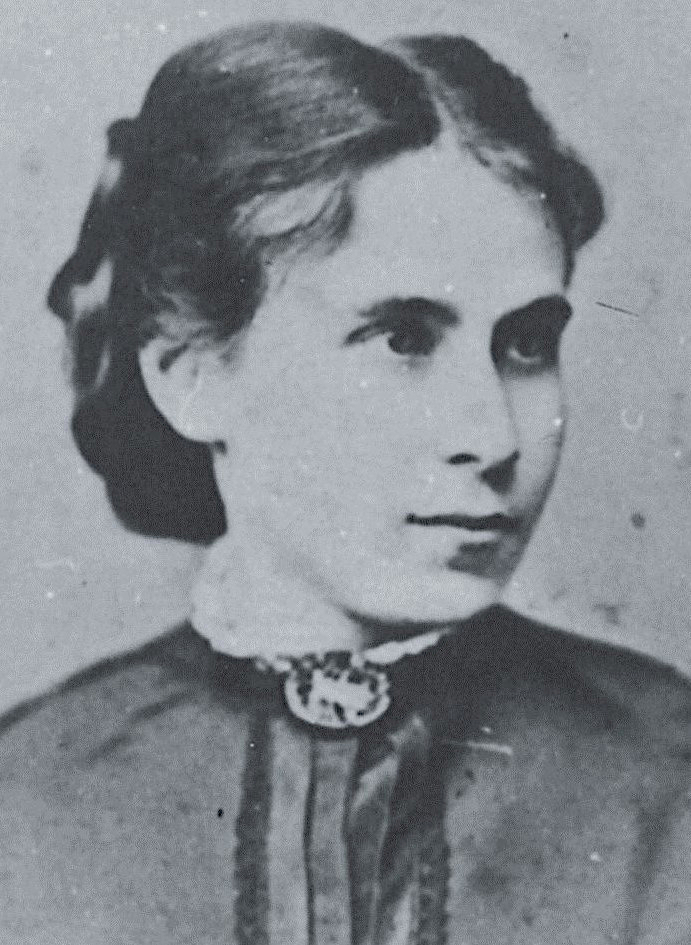
Tina Blau, 1869

Tina Blau-Lang (* 15. November 1845 in Wien; † 31. Oktober 1916 ebenda) war eine bedeutende österreichische Landschaftsmalerin im Stil des österreichischen Stimmungsimpressionismus.

## Leben
Tina Blau war jüdischer Herkunft. Sie war die Tochter des k.k. Militärarztes Simon Blau, der ihre Neigung zur Malerei unterstützte. Tina Blau war Schülerin von August Schaeffer von Wienwald, Anton Hanley, Wilhelm Lindenschmit in München (1869–1873) sowie von Emil Jakob Schindler. Mit letzterem hatte sie von 1875 bis 1876 eine Ateliergemeinschaft, die Künstler zerstritten sich aber.
1883 konvertierte sie zur Evangelischen Kirche und heiratete im selben Jahr den Pferde- und Schlachtenmaler Heinrich Lang (1838–1891). Das Paar zog nach München, wo die Künstlerin ab 1889 an der Damenakademie des Münchner Künstlerinnenvereins Landschaft und Stillleben unterrichtete. 1890 hatte sie eine Ausstellung im Münchner Kunstverein, bei der sie 60 Werke zeigen konnte.

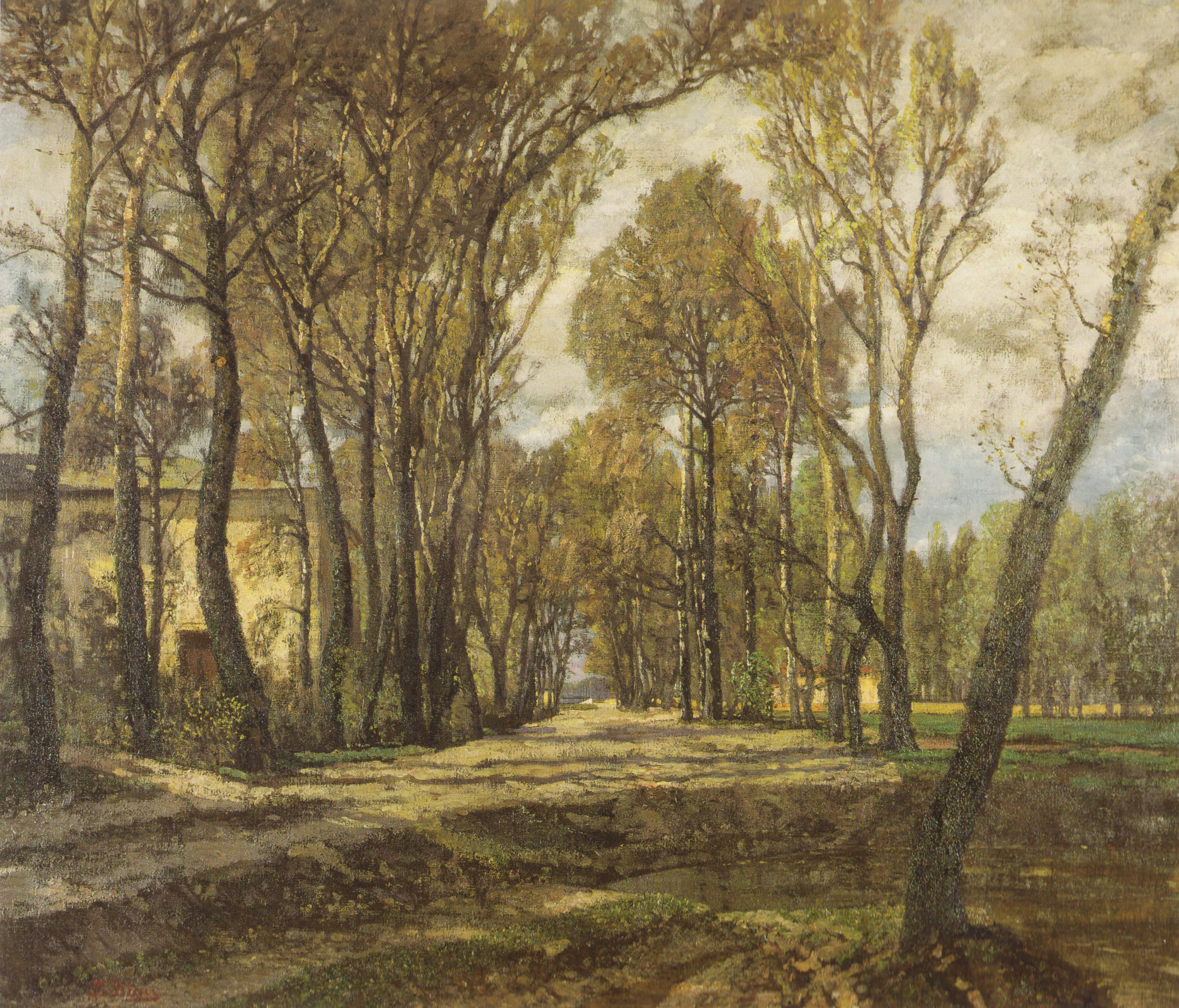
Beim Atelier der Künstlerin im Prater (1907)

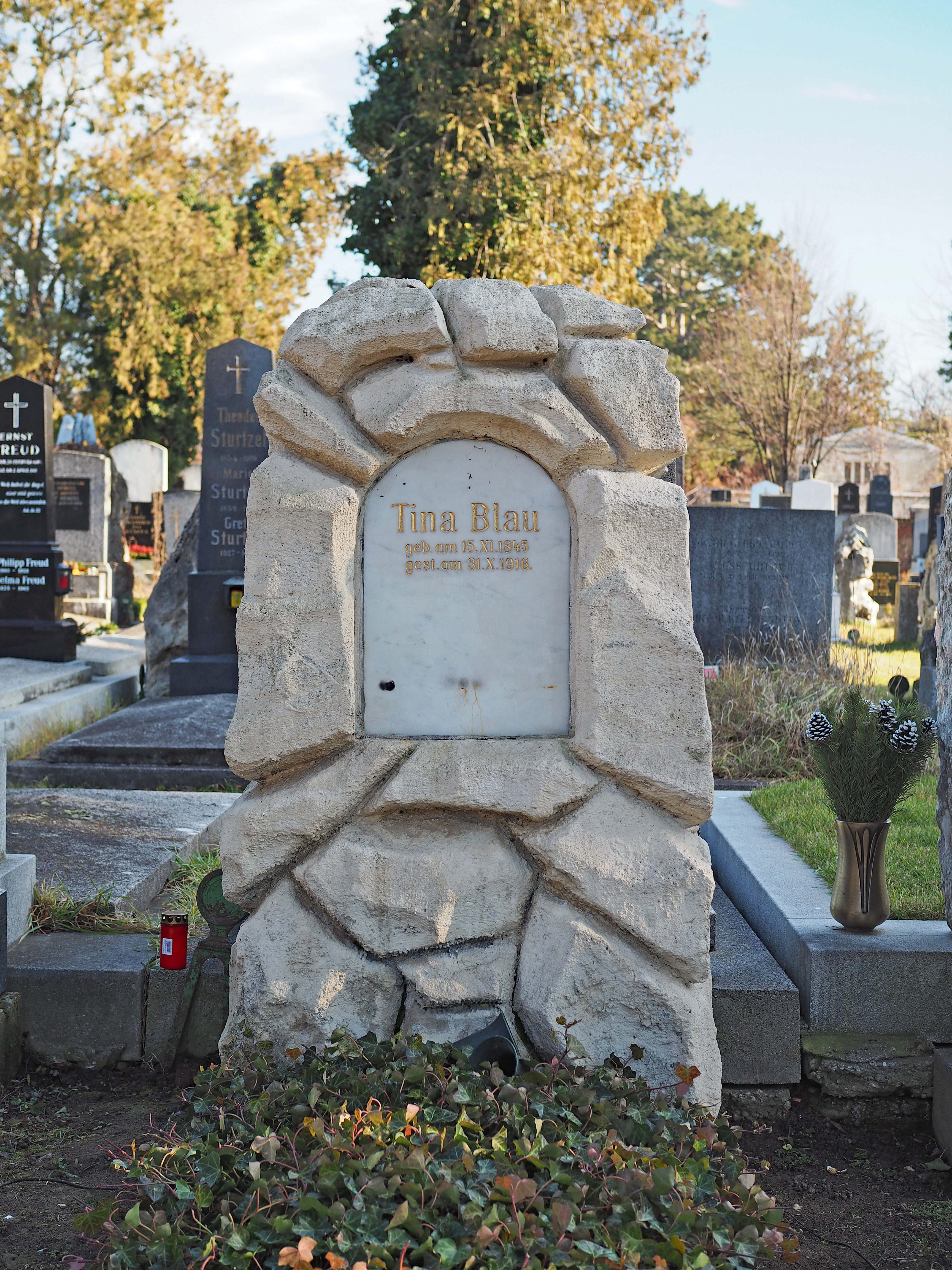
Grab von Tina Blau auf dem Wiener Zentralfriedhof

Nach dem Tod ihres Gatten unternahm sie Reisen nach Holland und Italien und kehrte dann nach zehnjähriger Abwesenheit nach Wien zurück, wo sie unweit der Prater-Rotunde ihr Atelier einrichtete.  Sie gründete 1897 zusammen mit Olga Prager, Rosa Mayreder, Ernestine Federn und Karl Federn die Kunstschule für Frauen und Mädchen in Wien, an der sie von 1898 bis 1915 Landschaft und Stillleben unterrichtete.
Tina Blau-Lang verbrachte ihren letzten Sommer und einen Teil des Herbsts unermüdlich arbeitend in Gastein, von wo sie sich zu einer Untersuchung in ein Wiener Sanatorium begab – und dort an Herzstillstand verstarb.  Sie erhielt auf dem Evangelischen Friedhof Simmering ein Ehrengrab (Wiener Zentralfriedhof, Tor 3, Gruppe 3, Nr. 12 [früher 4. Tor direkt neben dem 3. Tor]). 
Das Wiener Künstlerhaus widmete ihr im September 1917 eine Gedächtnisausstellung, der im März des Jahres eine Versteigerung des künstlerischen Nachlasses vorangegangen war. 1930 wurde in dem bis 1938 zu Wien-Hietzing gehörenden Bezirksteil Baumgarten eine Verkehrsfläche, der Tina-Blau-Weg, nach ihr benannt, in der Zeit des Nationalsozialismus war der Weg aus antisemitischen Gründen umbenannt.
Zu den Schülerinnen von Tina Blau gehörte die Wiener Malerin Ernestine Federn (1848–1930).

## Bedeutung

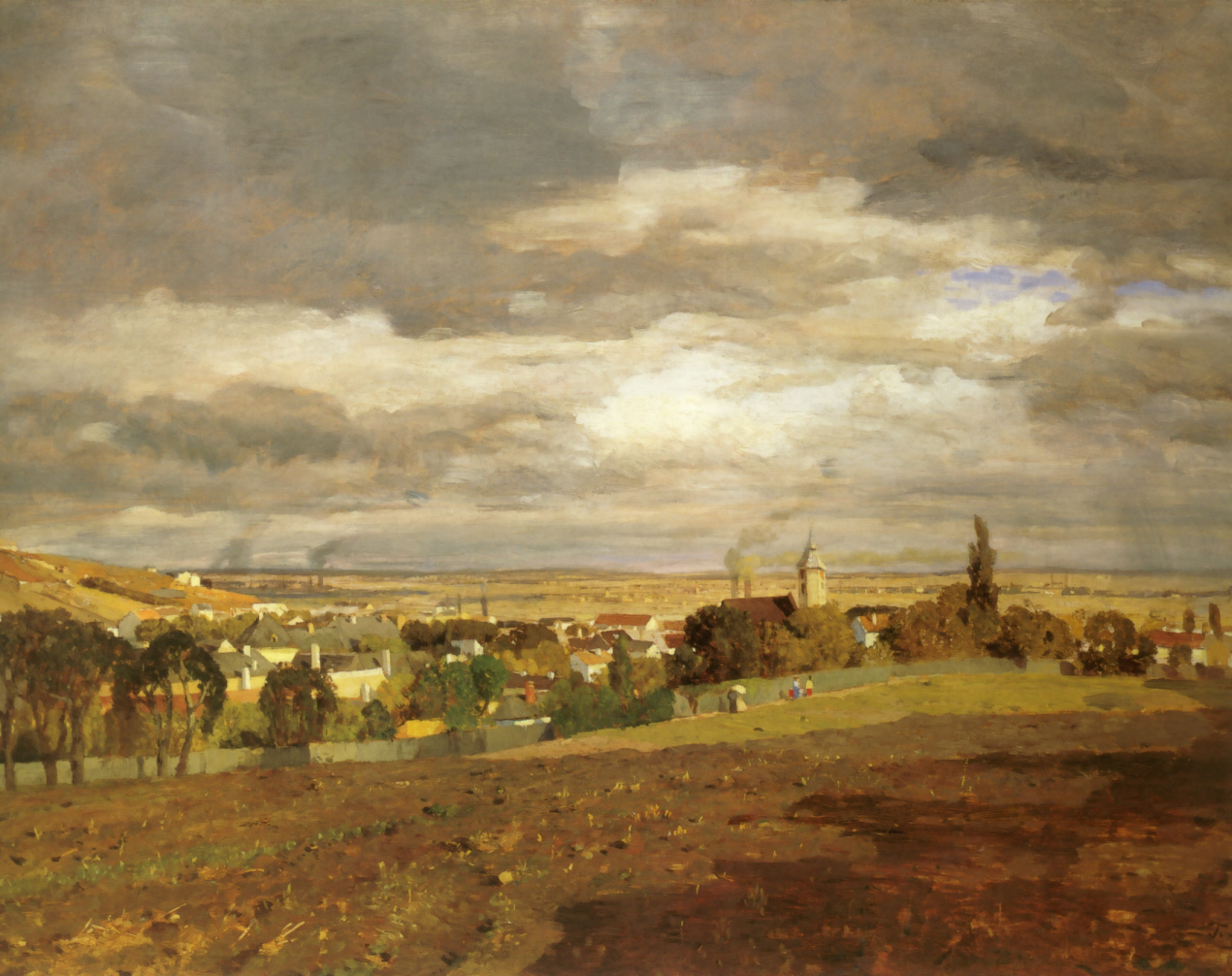
Blick auf Heiligenstadt (1893–97)

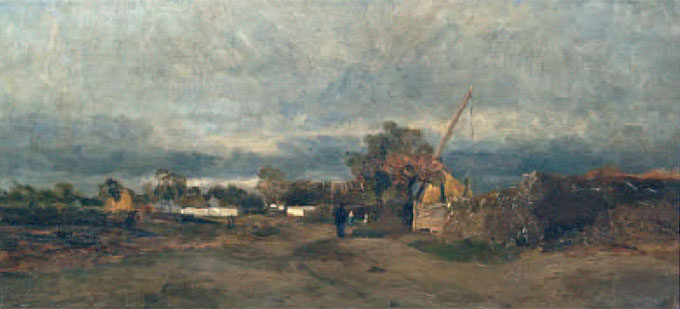
Ungarische Tiefebene

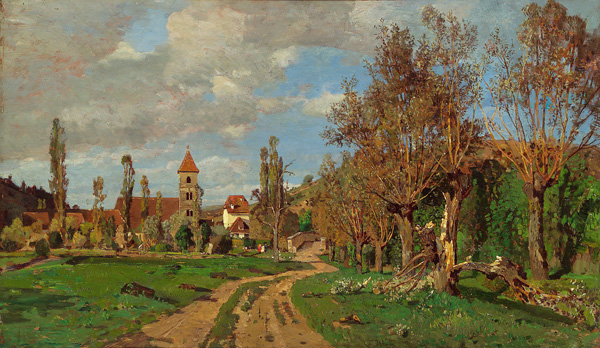
Detwang im Taubertal bei Rothenburg

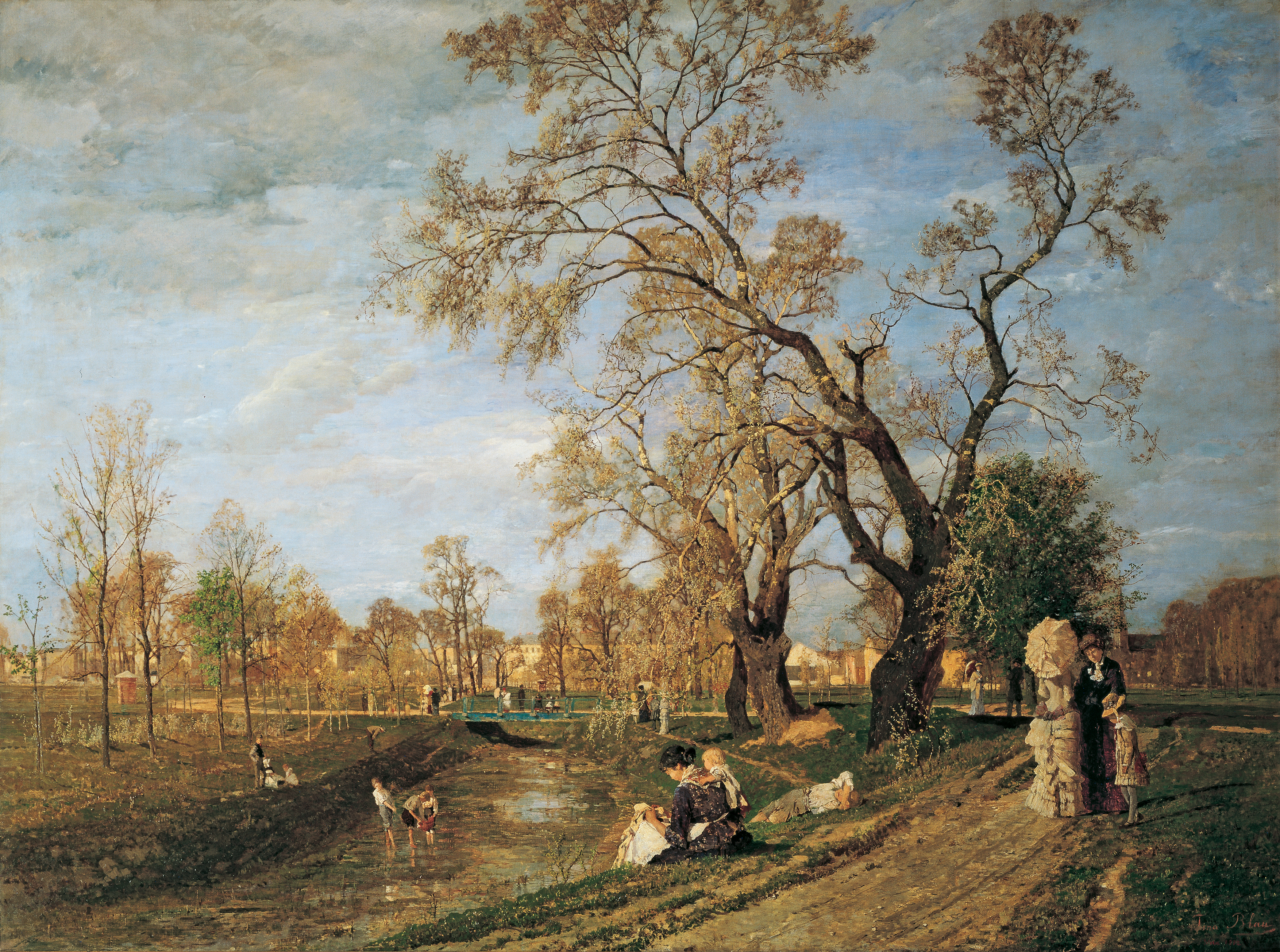
Frühling im Prater, 1882, Belvedere, Wien

Tina Blau ist eine der bedeutendsten österreichischen Malerinnen des 19. Jahrhunderts. Sie gehört wie Emil Jakob Schindler, Carl Moll, Theodor von Hörmann, Hugo Darnaut, Marie Egner und Olga Wisinger-Florian dem Stil des österreichischen Stimmungsimpressionismus an und schuf vor allem Landschaften und Stillleben. Sie wurde aber auch durch ihre Professorenporträts aus der letzten Schaffensperiode bekannt.
Die Künstlerin machte ausgedehnte Studienreisen, die sie auch nach Böhmen, Mähren und Siebenbürgen führten, wo ihre ersten großen Bilder entstanden. Viele ihrer Bildmotive stammen aber aus Wien und seiner Umgebung. Bekannt wurde das Bild Frühling im Prater, das 1882 im Pariser Salon prämiert wurde. Tina Blau beteiligte sich an Ausstellungen in München, Berlin, Dresden, Leipzig, Hamburg, Paris und Chicago. Sie blieb auch im Alter bei ihrem Malstil und interessierte sich nicht für den damals vorherrschenden Jugendstil.

## Werke (Auswahl)
- An der Donau bei Haslau (Privatbesitz), 1872, Öl auf Leinwand, 32 × 51 cm
- In der Krieau (Praterpartie im Frühling), 1882, Öl auf Leinwand, 107 × 85 cm (Wien, Wien Museum)
- Prater (Privatbesitz), 1882, Karton, 44,5 × 37 cm
- Blick auf Heiligenstadt (Privatbesitz), 1893–97, Öl auf Holz, 41,5 × 58,1 cm
- Am Hochberg in Perchtoldsdorf (Privatbesitz), um 1896, Öl auf Holz, 38 × 46 cm
- Pfingststrauß (Privatbesitz), vor 1898, Öl auf Leinwand, 126 × 89 cm
- Windmühle bei Dordrecht (Privatbesitz), 1907, Öl auf Holz, 23,5 × 33,2 cm
- Kanal in Friesland (Privatbesitz), 1908, Öl auf Karton, 58,1 × 48,7 cm
- Frühling im Prater (Wien, Österreichische Galerie Belvedere), 1882
- Ungarische Tiefebene
- Detwang im Taubertal
- Holländischer Hafen, Hafen in Pirano, Krieau, Italienische Studie, Pratermotiv, Hochgebirgsdorf, Studie (ehemals Nelly und Bernhard Altmann)[7]
- Meierei in der Krieau